# Brewster (Einheit)
Das Brewster (Einheitenzeichen: B), benannt nach dem schottischen Physiker David Brewster, ist eine gebräuchliche Maßeinheit für die Spannungsoptische Empfindlichkeit C. Sie definiert sich durch die Spannungsoptische Konstante S und der Wellenlänge λ, wobei gilt:
{\displaystyle C={\frac {\lambda }{S}}}
1 B = 10−12 m²/Newton bzw. 1 B = 1/Terapascal

## Quelle
- Helmut Wolf: Spannungsoptik. Ein Lehr- und Nachschlagebuch für Forschung, Technik und Unterricht, Springer Verlag, Berlin/Heidelberg 1961, S. 60.